# Овтамеч
Овтамеч (вірм. Հովտամեջ) — село в марзі Армавір, на заході Вірменії. Село розташоване за 4 км на північний захід від міста Вагаршапат, за 2 км на північний захід від села Цахкунк, за 1 км на південний захід від села Ціацан, за 5 км на південь від села Дохс, за 6 км на південний схід від села Агавнатун та за 2 км на схід від села Гехакерт. Сільська церква була збудована у 19 столітті.